# Великая ложа всей Англии
Великая ложа всей Англии (англ. Grand Lodge of All England) (ВЛВА), собравшаяся с незапамятных времён в городе Йорк, была масонской организацией, которая периодически существовала в течение восемнадцатого века, главным образом в городе Йорк. Она не была регулирующим органом, как обычная масонская великая ложа, и как таковая может рассматриваться в качестве «материнской ложи», как Материнская ложа Килуиннинг в Шотландии. Она собиралась, чтобы посвящать масонов, которые становились членами новых лож. На протяжении большей части своей жизнедеятельности она была единственной ложей в своей собственной юрисдикции, но даже с зависимыми ложами она продолжала функционировать в основном как обычная ложа масонов. Начав в 1705 году, как Древнее общество масонов в городе Йорк, она получила новое развитие в 1725 году, возможно, в ответ на расширение новой Великой ложи в Лондоне, и стала называться — Великой ложей всей Англии собравшейся в Йорке. В 1730-х годах деятельность её пошла на спад и она прекратила свою деятельность, но в 1761 году она возобновилась с новой силой. Именно в этот второй период деятельности часть Ложи Древних, покинув Великую ложу Англии в Лондоне, объединилась со своими северными братьями и стали между 1779 и 1789 годами Великой ложей всей Англии к югу от реки Трент. Вскоре после объединения Современных и Древних, и основания Объединённой великой ложи Англии, Великая ложа в Йорке перестала функционировать снова, на этот раз навсегда.

## Раннее масонство в Йорке
Записи оперативной ложи, прикрепленной к Йоркскому собору, записывались на тканевых рулонах и хранились с 1350 до 1639 года, когда ложа стала неактуальной для собора. Правила ложи появляются под заголовком «Ordinacio Cementariorum» в рулоне, с 1370 года. Самая старая потерянная часть протоколов спекулятивной ложи датируется 7 марта 1705-06 годов. Йоркская ложа имела рукописную конституцию от 1693 года, поэтому, предположительно, она, является самой старой. Главным офицером был президент или мастер, до 1725 года, а после, в протоколах встречается именование должности как великий мастер. Сохранившиеся протоколы датируются 19 марта 1712-13 годов. До 1725 года, по-видимому, была только одна ложа.
Родственные отношения были прослежены между членами Древнего общества масонов в городе Йорк, как записано в 1705 году, и оперативной ложи, зарегистрированной там в 1663 году. Также, между ними, возможна была какая-то организационная преемственность. Ложа обладала собственными «Старыми обязательствами масонства», на основе которых проводили посвящение масонов, по крайней мере в двух других городах. Спекулятивная ложа имела географическую юрисдикцию старой оперативной «Великой ложи к северу от реки Трент». Основные собрания ложи проходили два раза в год, в праздничные дни Иоанна Крестителя и Иоанна Богослова. В 1707 году Роберт Бенсон, лорд-мэр Йорка, был её президентом. Позже, как лорд Бингам, он станет канцлером казначейства. С 1712 по 1716 годы было одно или два собрания в год, а с 1717 по 1721 год вообще не было встреч.
Депутаты были отправлены в другие города с целью посвящения новых масонов, в Скарборо в 1705 году и в Брэдфорд в 1713 году, где и было принято 18 новых членов. Этим встречам приписываются две важные старые конституции, рукописи Скарборо и Хоупа. Ложа прекратила своё расширение за пределами Йорка до 1760-х годов.

## Великая ложа всей Англии
Начиная с 27 декабря 1725 года, с праздника святого Иоанна Богослова, ложа Йорка, стала претендовать на статус великой ложи. Всплеск её активности, начавшийся ранее в этом же году, возможно, был вызван распространением конституций Андерсона и образованием ложи в Дареме под юрисдикцией Великой ложи Англии. Протокол от 10 августа 1725 года описывает Уильяма Скурфилда, как досточтимого мастера этой ложи. Однако 27 декабря, того же года, брат Чарльз Батхёрст был избран великим мастером. Его надзирателями были братья Поусон и Фрэнсис Дрейк, хотя они оба были посвящены только в сентябре того же года. Это произошло после процессии в Мерчантс холл и банкета. В 1725 году Дрейк выступил с речью в качестве младшего надзирателя, которая не была запротоколирована. И поскольку те же самые люди были возвращены в офис ложи в 1726 году, его речь всё же была записана. Дрейк характеризовал масонство слоганом «Братская любовь, взаимопомощь и истина» и утверждал превосходство над Великой ложей Англии. По его словам, они были согласны с тем, что лондонские ложи присваивали титул «Великий мастер Англии», но в Йоркской ложе к титулу добавили своё уточнение — «Totius Angliae» («Всей Англии»). В 1724 году Скурфилд был исключён из-за того, что проводил нерегулярные посвящения в масоны. В своей речи Дрейк использовал «Йоркскую легенду», чтобы претендовать на приоритет над всеми остальными английскими ложами, так как первая ложа была создана при Эдвине Нортумбрии около 600 года. Здесь Эдвин не был братом или сыном Этельстана, и первая ложа тем самым была на три века старше. Дрейк разделял масонов на три класса: рабочих масонов, других профессий и джентльменов. Девятнадцать правил были приняты в качестве конституции, а собрания переходили из частных домов в таверны.
После перерыва в работе ложи, первые протоколы описывают историю ложи начиная с 21 июня 1729 года. Но вскоре, записи в протоколах становятся эпизодическими, а после прекращаются. В 1734 году некоторые масоны отправились в Лондон, чтобы получить разрешение на основание ложи в Йорке, для того что-бы войти под юрисдикцию Великой ложи Англии. Только в 1761 году Великая ложа всей Англии была восстановлена под руководством великого мастера Дрейка, в период возобновления и более успешной своей деятельности. В 1767 году члены ВЛВА сообщили в Лондон, что их ложа № 259 в Стоунгейт, Йорк, перестала встречаться, со следующим объяснением: Эта ложа не признаёт начальства и не подчиняется никому, она существует сама по себе, давая свои конституции и патенты, точно так же, как Великая ложа Англии в Лондоне и утверждает её претензии там с незапамятных времен.
31 июля 1769 года конституции были предоставлены ложе «Королевской дуб» в Рипоне, а 30 октября того же года братья Катсон, Ревелл и Кетар были возведены в степень мастера масона. Степень королевской арки была введена в 1768 году, а рыцаря-тамплиера в 1780 году. В 1777 году Великая ложа Англии открыла «Объединённую ложу» в Йорке, но после переговоров в 1778 году повстанческая половина Древних была признана в 1779 году, как «единственная регулярная ложа в Лондоне». Древняя, старейшая и самая престижная лондонская ложа, разделилась после спора со своей великой ложей, которая интерпретировала шествие от церкви, чтобы лишить титулов нескольких своих членов по обвинению в несанкционированном шествии. В центре спора был Уильям Престон, который обосновал этот шаг. Эти лондонские масоны стали на десять лет Великой ложей всей Англии к югу от реки Трент. Последний протокол датируется 23 августа 1792 года. Вудфорд считал, что ложа не прекратила своё существование, она просто была поглощена Великой ложей Англии. В отличие от других великих лож, она ввела в действие все функции частной ложи, а также любые нормативные обязанности, которые могли возникнуть.

## Ритуал
В 1761 году, в церкви на Кони-стрит была служба, а затем шествие в Гильдейл в Йорке на банкет, в котором приняли участие дочерние ложи, дамы и немасоны. Великая ложа использовала ритуал на банкете, после чего взяла его за основу в своей ложе.
Деятельные каменщики, сформировавшие свою собственную компанию в 1671 году, как Древнее общество, использовали свои копии Старых обязательств в качестве патентов. Ожидалось, что вернувшиеся ложи сохранят свои старые патенты. Из-за того, что старая оперативная ложа признала свободных людей, которые прошли посвящение в степень ученика в Йорке (степень считалась в значительной степени символической), то до 1770 года кандидатов посвящали в ученики и подмастерья. Новая степень мастера-масона администрировалась отдельно. Кандидаты давали присягу на библии, открытой на первой главе Евангелия от Иоанна, затем посвящённым выдавали фартук и усаживали за столик, где они получали первые наставления. С 1760 года была введена королевская арка, а затем и степень рыцаря-тамплиера. Всё последующее время, наставления и катехизисы, связанные со степенями, возрастали по сложности, а специальная награда вручалась предыдущему мастеру, который хорошо исполнял свои обязанности. В протоколе великой ложи от 20 июня 1780 года есть записи, подтверждающие главенство великой ложи над 5 степенями масонства. Этими степенями были:
1. Принятый ученик
2. Подмастерье
3. Мастер масон
4. Рыцарь тамплиер
5. Королевская арка[6]